# باتشا باي
باتشا باي (بالإنجليزية: Patsha Bay)‏، هُو مُمثل ومُغن كونغولي عُرف بشكل كبير بدوره في فيلم فيفا ريفا! سنة 2010.

## وصلات خارجية
- باتشا باي في قاعدة بيانات الأفلام على الإنترنت